# Nassarius acuticostus
Nassarius acuticostus is een slakkensoort uit de familie van de Nassariidae. De wetenschappelijke naam van de soort is voor het eerst geldig gepubliceerd in 1864 door Montrouzier in Souverbie & Montrouzier.